# Canal de Pilppa
Le canal de Pilppa (finnois : Pilpan kanava) est un canal à Heinävesi en Finlande,.

## Description
Avec les canaux de Kerma et de Vihovuonne, le canal de Pilppa relie les lacs Haukivesi et Kermajärvi. 
Construit en 1903–1904, le canal de 200 mètres de long, fait partie de la voie navigable d'Heinävesi (Kallavesi, Suvasvesi, Varisvesi, Karvionkoski, Kermajärvi, Joutsenvesi, Tappuvirta-Oravi et Haukivesi).
Les dimensions autorisées des bateaux sont (longueur 31,2 m x largeur 7,1 m x tirant d'eau 1,8 m x hauteur 9,5 m),.

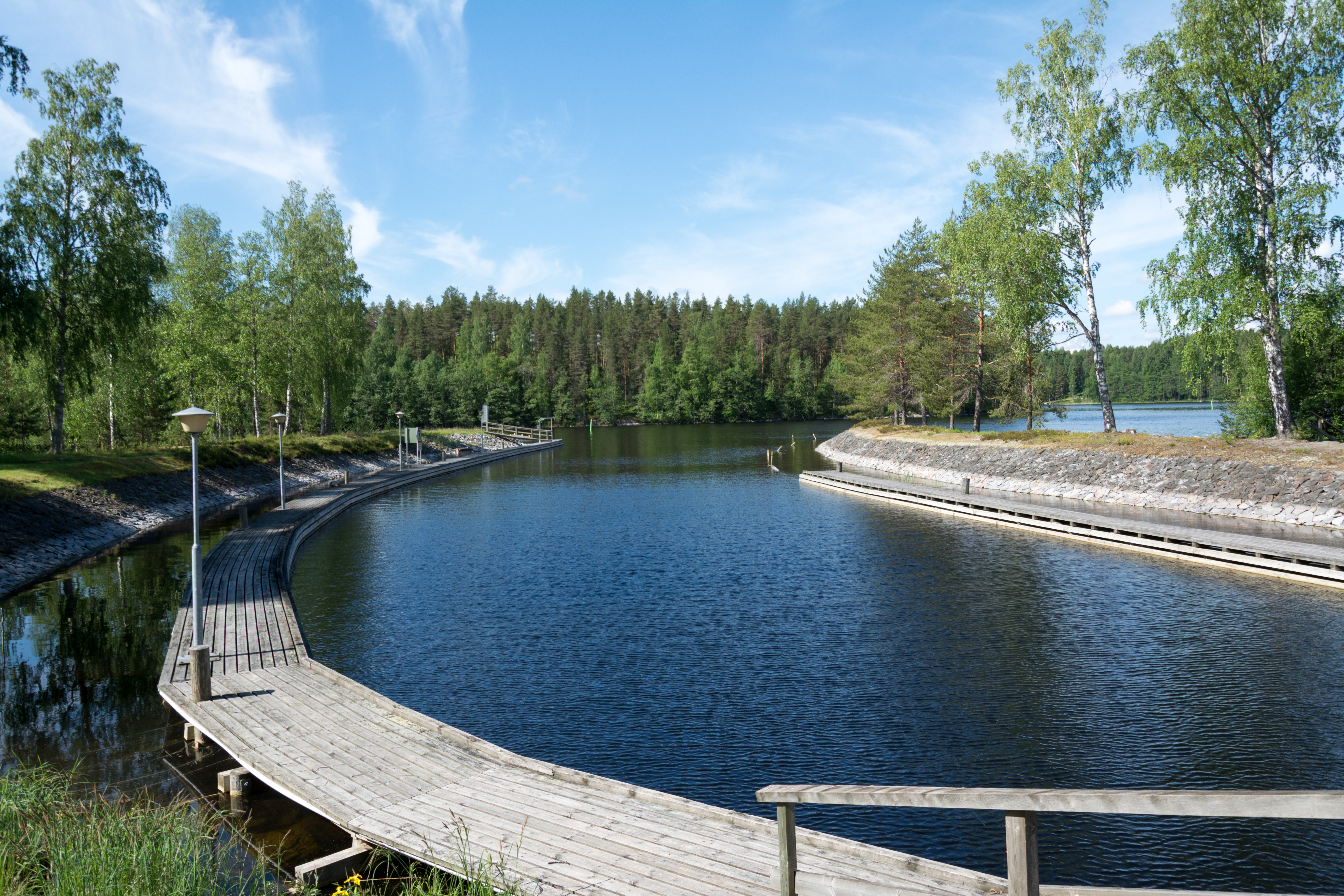
Le canal de Pilppa.